# Elezioni regionali in Abruzzo del 1975
Le elezioni regionali in Abruzzo del 1975 si tennero il 15-16 giugno.

## Risultati elettorali
| Liste                                                  | Voti    | %     | Seggi |
| ------------------------------------------------------ | ------- | ----- | ----- |
| Democrazia Cristiana (DC)                              | 323.207 | 42,50 | 18    |
| Partito Comunista Italiano (PCI)                       | 230.680 | 30,33 | 13    |
| Partito Socialista Italiano (PSI)                      | 77.480  | 10,19 | 4     |
| Movimento Sociale Italiano - Destra Nazionale (MSI-DN) | 49.021  | 6,45  | 2     |
| Partito Socialista Democratico Italiano (PSDI)         | 46.981  | 6,18  | 2     |
| Partito Repubblicano Italiano (PRI)                    | 19.705  | 2,59  | 1     |
| Partito Liberale Italiano (PLI)                        | 13.434  | 1,77  | -     |
| Totale                                                 | 760.508 |       | 40    |

| Riepilogo dei seggi | Riepilogo dei seggi | Riepilogo dei seggi | Riepilogo dei seggi | Riepilogo dei seggi | Riepilogo dei seggi | Riepilogo dei seggi |
| ------------------- | ------------------- | ------------------- | ------------------- | ------------------- | ------------------- | ------------------- |
|                     |                     |                     |                     |                     |                     |                     |
| PCI                 | 13                  | ▲ 3                 |                     | PSI                 | 4                   | ▲ 1                 |
| PSDI                | 2                   | ━                   |                     | PRI                 | 1                   | ━                   |
| DC                  | 18                  | ▼ 2                 |                     | MSI-DN              | 2                   | ━                   |
| PSIUP               | 0                   | ▼ 1                 |                     | PLI                 | 0                   | ▼ 1                 |